# Michael Fitzgerald (kardynał)
Michael Louis Fitzgerald MAfr (ur. 17 sierpnia 1937 w Walsall) – brytyjski duchowny rzymskokatolicki, wysoki urzędnik Kurii Rzymskiej, dyplomata watykański, arcybiskup tytularny w latach 2002–2019, kardynał od 2019.

## Życiorys
Święcenia kapłańskie otrzymał 3 lutego 1961 z rąk kardynała Williama Godfreya, wstąpił do zgromadzenia Misjonarzy Afryki (tzw. białych ojców). 22 stycznia 1987 został mianowany sekretarzem Papieskiej Rady ds. Dialogu Międzyreligijnego. 16 grudnia 1991 został mianowany biskupem tytularnym Nepte, sakry biskupiej udzielił mu 6 stycznia 1992 Jan Paweł II (współkonsekratorami byli arcybiskupi Giovanni Battista Re i Josip Uhač). 1 października 2002 Fitzgerald został wyniesiony do godności arcybiskupa tytularnego Nepte, jednocześnie objął funkcję przewodniczącego Rady ds. Dialogu Międzyreligijnego.
Śmierć Jana Pawła II w kwietniu 2005 zawiesiła wykonywanie przez Fitzgeralda obowiązków szefa Rady, powrócił do poprzednich obowiązków po wyborze Benedykta XVI. 15 lutego 2006 przeszedł na stanowisko nuncjusza w Egipcie i przedstawiciela Stolicy Apostolskiej przy Lidze Arabskiej. Jego następcą na czele Rady ds. Dialogu Międzyreligijnego został kardynał Paul Poupard. W związku z tymi zmianami pojawiły się komentarze, że wysłanie arcybiskupa Fitzgeralda na placówkę dyplomatyczną stanowiło akt niełaski papieża Benedykta XVI (brytyjskiego duchownego ominęła spodziewana nominacja kardynalska).
1 września 2019 podczas modlitwy Anioł Pański papież Franciszek ogłosił, że mianował go kardynałem. Na konsystorzu 5 października 2019 został kreowany kardynałem diakonem, z tytułem Santa Maria in Portico. Z racji ukończenia 80. roku życia przed kreacją, nie posiada uprawnień elektorskich. 